# Togdheer

Regionen Togdheer i Somalia och Somaliland

Togdheer (somaliska: Togdheer; arabiska: توغدير, Tūghdayr) är en region (gobol) i Somaliland. Dess huvudstad är Burco (Burao).
Togdheer gränsar till Etiopien (Ogaden) och de somaliska regionerna Woqooyi Galbeed, Sanaag och Sool. Togdheer är en av de 6 regionerna i republiken Somaliland. Togdheer består av fyra distrikt: Burao (Burco), Sheikh, Oodwayne, Buuhoodle och Balidhiig.
Togdheer har ungefär 1 500 000 invånare[källa behövs]